# Necrodeath
Necrodeath est un groupe de black/thrash metal italien créé à Gênes en 1984. C'est l'un des premiers groupes de métal extrême originaire d'Italie. Ils s'inspirent de Slayer, Possessed, Kreator, Celtic Frost et Bathory.  

## Histoire
Le groupe a été formé en 1984 sous le nom de Ghostrider par Claudio (guitares) et Peso (batterie) qui, juste après avoir découvert en concert le groupe Venom, ont décidé de suivre le même concept. Avec Ingo (chant) et Paolo (basse), ils sortent un premier enregistrement d'une démo de 4 pistes intitulée « The Shining Pentagram » avec des influences de Slayer, Kreator et Bathory  qui les fait connaître sur la scène du Heavy metal. 
Les deux premiers albums Into the Macabre (1988) et Fragments of Insanity (1989) sont acclamés par la presse metal et les fanzines. Le groupe s'est dissous en 1989, peu de temps après l'enregistrement du deuxième album. 
Les membres historiques Claudio et Peso ont réformé le groupe en 1998. Ingo a été remplacé par Flegias au chant, tandis que John est devenu le nouveau bassiste. Depuis, ils ont publié sept albums.
Necrodeath a sorti l'album Draculea le 22 octobre 2007. L'album est inspiré de Vlad Tepes. 
En 2008, Pier Gonella devient membre officiel après une tournée avec le groupe pendant deux ans.  

## Membres

### Membres actuels
- Peso : Batterie (1985–1990, 1998 – présent)
- Flegias : Chant (1998 – présent)
- Pier Gonella :  Guitare (2007 – présent)
- GL - Basse : (2008 – présent)

### Anciens membres
- Claudio :  Guitare (1985-1990, 1998-2003)
- Ingo : Chant, Guitare (1985–1998)
- Paolo :  Basse (1985-1998)
- Andy : Guitare (2003-2006)
- John : Basse (1998–2008)
- Maxx : Guitare (2007-2009)

## Discographie
- 1987 : Into the Macabre
- 1989 : Fragments of Insanity
- 1999 : Mater of All Evil
- 2001 : Black as Pitch
- 2003 : Ton(e)s of Hate
- 2006 : 100% Hell
- 2007 : Draculea
- 2009 : Phylogenesis
- 2010 : Old Skull
- 2011 : The Age of Fear
- 2014 : The 7 Deadly Sins
- 2018 : The Age of Dead Christ
- 2019 :  Defragments of Insanity (2019)[5].

### Demo
- 1984 : Rehearsal '84 (comme Ghostrider)
- 1984 : The Exorcist (comme Ghostrider)
- 1985 : Mayhemic Destruction (comme  Ghostrider)
- 1986 : The Shining Pentagram

### Projet parallèle
- 1990 : Mondocane: Project One (con Schizo)

### Vidéo
- 2001 : From Hate To Scorn Home Video
- 2013 : Hellivel